# I Vow to Thee, My Country
I vow to thee, My Country, que l'on pourrait traduire par "Je me dévoue à toi, mon Pays", est un chant patriotique britannique. Écrit en 1908 ou 1912 par sir Cecil Spring Rice sous forme de poème, il deviendra une chanson en 1920 lorsque Gustav Holst lui composa un accompagnement.

## Histoire
À l'origine, il s'agit d'un poème écrit en 1908 ou en 1912 par le diplomate britannique sir Cecil Spring Rice. Il n'a pas de titre fixe, il est soit appelé Urbs Dei, la ville de Dieu, ou alors par The Two Fatherlands, les deux patries.
Le poème rend hommage à deux royaumes, d'abord l'Empire Britannique d'abord sous-entendu par Britannia, personnification de l'Empire. Le second royaume est le royaume des cieux, le Paradis.
Occupant alors un poste à l'ambassade britannique dans la capitale suédoise depuis 1908, il est promu Ambassadeur Britannique aux États-Unis d'Amérique en 1912. L'un de ses faits marquants est son rôle dans l'entrée en guerre des USA dans la Grande Guerre en 1917, convaincant le président Woodrow Wilson de renoncer à la neutralité et de rejoindre les britanniques contre l'Empire Allemand. Avant de repartir au pays à la suite de l'entrée en guerre des américains et d'être rappelé, il réécrit le premier verset de son poème, l'appelant Urbs Dei. Le premier couplet raconte l'appel de Britannia, en la décrivant, puis les sons de la guerre.
Bien que le couplet réécrit devait remplacer le premier, il est possible d'entendre le poème, composé de trois couplet avec le couplet réécrit puis le premier couplet et le second couplet.
Sir Cecil a envoyé le texte originel à William Jennings Bryan peu avant sa mort à l'âge de 58 ans. Le poème se transmit alors entre les cercles privés avant qu'il ne parvienne au compositeur Gustav Holst. Celui-ci modifia un morceau de la section Jupiter de son œuvre Les Planètes pour pouvoir accompagner le poème. Le poème est accompagné par un orchestre jouant à l'unisson au début des années 1920. L'hymne sera publié pour la première fois en 1926.
| Texte de 1918 I heard my country calling, away across the sea, Across the waste of waters, she calls and calls to me. Her sword is girded at her side, her helmet on her head, And around her feet are lying the dying and the dead; I hear the noise of battle, the thunder of her guns; I haste to thee, my mother, a son among thy sons. I vow to thee, my country, all earthly things above, Entire and whole and perfect, the service of my love; The love that asks no questions, the love that stands the test, That lays upon the altar the dearest and the best; The love that never falters, the love that pays the price, The love that makes undaunted the final sacrifice. And there's another country, I've heard of long ago, Most dear to them that love her, most great to them that know; We may not count her armies, we may not see her King; Her fortress is a faithful heart, her pride is suffering; And soul by soul and silently her shining bounds increase, And her ways are ways of gentleness, and all her paths are peace. | Traduction française J'entends l'appel de ma patrie, de l'autre côté de la mer, À travers l'immensité vide des eaux, elle m'appelle encore et encore. Son épée à sa ceinture, son casque sur sa tête, À ses pieds sont étendus les mourants et les morts; J'entends les bruits de la bataille, le tonnerre de ses canons; J'ai hâte de te revoir, ma Mère, un fils parmi tes fils. Je me voue à toi, ma patrie, par delà toute chose terrestre, Entier et parfait, l'amour de te servir, L'amour qui ne pose pas de question, l'amour qui résiste aux épreuves, Qui dépose sur l'autel le plus cher et le meilleur, L'amour qui ne faiblit pas, l'amour qui paie le prix, L'amour qui sans hésiter fait le sacrifice final. Il y a un autre pays, dont j'ai entendu parler il y a longtemps, Le plus cher pour ceux qui l'aiment, le plus grand pour ceux qui savent; Nous ne pourrons pas compter ses armées, Nous ne verrons pas son roi; Sa forteresse est un cœur fidèle, sa fierté est la souffrance; Et âme par âme et silencieusement ses frontières éclatantes s'étendent, Et ses manières sont celles de la gentillesse, et tous ses chemins mènent à la paix. |

## Composition
En 1921, Gustav Holst reprend la section Jupiter de sa composition Les Planètes. Le poème est plus long que la composition choisie qui finit avant que les deux derniers vers soient chantés. Il est donc rallongé. Holst compose également une version de la composition pour qu'elle soit jouée à l'unisson par un orchestre à la demande de Curwen. Sa composition sans les paroles est jouée pour la première fois en 1921 et devient une des compositions jouées lors des commémorations de l'Armistice de la Grande Guerre, gagnant en popularité après sa publication en 1926.
En 1926, Holst modifia une nouvelle fois sa composition pour faciliter sa reprise comme hymne. La nouvelle composition est appelée Thaxted, l'origine de ce nom vient du village où Holst vécut pendant plusieurs années.

## Paroles
| I vow to thee, my country I vow to thee, my country, all earthly things above Entire and whole and perfect, the service of my love; The love that asks no question, the love that stands the test, That lays upon the altar the dearest and the best; The love that never falters, the love that pays the price, The love that makes undaunted the final sacrifice. And there's another country, I've heard of long ago, Most dear to them that love her, most great to them that know; We may not count her armies, we may not see her King; Her fortress is a faithful heart, her pride is suffering; And soul by soul and silently her shining bounds increase, And her ways are ways of gentleness, and all her paths are peace. | Traduction française Je me dévoue à toi, mon pays, au-dessus de toute chose terrestre Entier et entièrement et parfait, l'office de mon amour L'amour qui ne doute pas, l'amour qui résiste aux épreuves, Qui repose sur l'autel le plus précieux et le meilleur; L'amour qui ne faiblit jamais, l'amour qui paie le prix; L'amour qui n'hésite pas à faire le sacrifice final. Et il y a un autre pays, dont j'ai entendu parler il y a longtemps, Autant attaché à eux qu'ils ne l'aime, le plus grand pour ceux qui savent, Nous ne pouvons pas compter ses armées, Nous ne voyons pas son roi; Sa forteresse est un cœur fidèle, sa fierté est souffrante; Et âme par âme et silencieusement ses frontières s'étendent, Et ses voies sont des voies agréables, et ses sentiers sont paisibles. |

Le dernier verset provient de la Bible, il s'agit en fait d'une reprise du proverbe 3:17 faisant référence à la Chokmah.

## Usages notables
L'hymne est utilisé et ce depuis sa publication pour les commémorations de la Grande Guerre et pour les hommages aux forces armées britanniques comme au Festival of Remembrance organisé par la Royal British Legion, organisation de bienfaisance.
L'hymne est a nouveau joué lors du mariage entre la princesse Elizabeth et Philipp Mounbattten, le 20 novembre 1947, à l'abbaye de Westminster à Londres.
Il est joué lors du mariage entre Charles de Galles et Diana. Il sera rejoué lors des funérailles de Lady Di et lors de la commémoration du dixième anniversaire de sa mort.
Il est également joué lors de funérailles, telles celles de Sir Winston Churchill en 1965, de Margaret Tatcher en 2013 ou du prince Philip le 17 avril 2021.
Dans le cinquième opus de la série de jeux vidéo Civilization, Civilization V, I Vow To Thee est le thème musical de la reine Elisabeth et donc de la nation d'Angleterre, dans une version classique en temps de paix, et remixée par le compositeur Geoff Knorr, en temps de guerre.
L'hymne est utilisé dans le jeu vidéo Battlefield V, étant recomposé par Johan Söderqvist et Patrick Andrén